# ارتباط (مجموعه تلویزیونی)
ارتباط (انگلیسی: Liaison)، یک مجموعه اینترنتی در ژانر دلهره‌آور است که توسط ویرجینی براک خلق شده و اپل تی‌وی پلاس آن را تولید و پخش کرد. این مجموعه محصول مشترک انگلیس و فرانسه است. ونسان کسل، اوا گرین، پیتر مولان، لتیسیا ایدو و ژرار لانون بازیگران سریال هستند. فیلم‌برداری این مجموعه از ژوئن ۲۰۲۱ در لندن آغاز شد.
"ارتباط" در تاریخ ۲۴ فوریه ۲۰۲۳ توسط اپل تی‌وی پلاس منتشر شد.